# Agnes Carlsson
Agnes Emilia Carlsson (Vänersborg, 6 maart 1988) is een Zweedse zangeres. Ze won de tweede editie van de Zweedse versie van Idols en is sindsdien een van de bekendste en bestverkopende vrouwelijke artiesten van Zweden. De internationaal bekendste nummers van Carlsson zijn "On and On" en "Release Me".

## Biografie

### Begin carrière
In de lente van 2005 deed Agnes succesvol auditie voor Idols. In de volgende rondes deed Carlsson het echter niet goed genoeg en het lukte haar niet direct om zich te kwalificeren voor de liveshows. Ze kreeg ook geen wildcard. Uiteindelijk besloot de jury haar toch door te laten gaan. Sindsdien ging ze in elke liveshow door. In de finale moest ze het opnemen tegen Sebastian Karlsson en won uiteindelijk met 57% van de stemmen. Zo werd ze de tweede winnaar van de Zweedse versie van Idols.

### Het eerste succes
Direct nadat ze Idols won begon Agnes Carlsson met het opnemen van haar eerste album bij Sony BMG. De eerste single "Right here right now" bereikte de eerste plaats in de Zweedse hitlijsten en bleef daar voor zes weken. Ook haar kort daarna uitgebrachte debuutalbum bereikte de eerste plaats in de Zweedse hitlijst. "Stranded", haar tweede single, deed het minder goed en kwam op nummer 27 in de hitlijsten. Het album Agnes werd dubbelplatina en is een van de bestverkochte albums van een Idols-winnaar. Het nummer Right Here Right Now werd later door Raffaëla gecoverd.

### Stronger
Na acht maanden bracht Carlsson haar nieuwe single uit: "Kick Back Relax". Het nummer miste net de nummer 1-plaats en stond op de tweede plaats van de Zweedse hitlijsten. Op 11 oktober werd haar tweede album uitgebracht, Stronger, die op de eerste plaats kwam en waarvan het nummer "Love Is All Around" door veel artiesten werd gecoverd. Later, op 15 november, werd de single "Champion" uitgebracht, die de 19de plaats veroverde. In december bracht ze de single "All I Want for Christmas Is You" uit, die ze met Måns Zelmerlöw gecoverd had.

### Dance Love Pop
Begin 2008 verliet Carlsson haar platenmaatschappij Sony BMG en tekende een contract bij Roxy Records. Op 11 augustus kwam de eerste single van haar derde album uit met de titel "On and On". In haar eerste week kwam de single op 27ste plaats maar steeg de week daarna naar de 8ste. Op 28 oktober werd het album Dance Love Pop uitgebracht die op nummer vijf kwam van de Zweedse albumhitlijsten. Op 24 november 2008 werd de tweede single, "Release Me", uitgebracht, die op de negende plaats kwam. "Release Me" bereikte de 12de plaats van de Deense hitlijsten en het nummer "On and On" de 14de plaats van de Nederlandse hitlijsten.
Op 14 oktober werd bekend dat Agnes mee zou doen aan het Melodifestivalen met een nieuwe nummer, "Love Love Love". Het nummer was oorspronkelijk een duet met Marie Serneholt, voormalig A*Teens-lid, maar die besloot toch later als soloartiest mee te doen. Hoewel Agnes in de finale verloor, bereikte haar nummer de vierde plaats van de Zweedse hitlijsten. Naar aanleiding hiervan verscheen een luxe-uitgave van haar derde album onder de titel Dance Lov Pop: The Love Edition.

### Speciale gelegenheden
Op zaterdag 19 juni 2010 mocht ze zingen tijdens de huwelijksceremonie van Kroonprinses Victoria van Zweden en Prins Daniël. Ook was zij in 2013 een van de interval acts bij het Eurovisiesongfestival 2013, dat in dat jaar in Zweden, Malmö werd gehouden.

## Discografie

### Singles
| Single met eventuele hitnotering(en) in de Nederlandse Top 40 | Datum van verschijnen | Datum van binnenkomst | Hoogste positie | Aantal weken | Opmerkingen              |
| ------------------------------------------------------------- | --------------------- | --------------------- | --------------- | ------------ | ------------------------ |
| On and on                                                     | 2009                  | 28-02-2009            | tip4            | -            | #14 in de Single Top 100 |
| Release me                                                    | 2009                  | 27-06-2009            | 13              | 14           | #7 in de Single Top 100  |
| I need you now                                                | 2009                  | 24-10-2009            | tip15           | -            |                          |
| On and on UK Edit                                             | 2009                  | 12-06-2009            | tip12           | -            | re-release               |

| Single met hitnotering(en) in de Vlaamse Ultratop 50 | Datum van verschijnen | Datum van binnenkomst | Hoogste positie | Aantal weken | Opmerkingen |
| ---------------------------------------------------- | --------------------- | --------------------- | --------------- | ------------ | ----------- |
| Release me                                           | 09-03-2009            | 11-04-2009            | 7               | 19           |             |
| On and on                                            | 27-02-2009            | 07-11-2009            | 8               | 19           |             |
| I need you now                                       | 16-11-2009            | 22-05-2010            | 20              | 8            |             |
| Sometimes i forget                                   | 29-11-2010            | 11-12-2010            | tip7            | -            |             |
| One last time                                        | 12-11-2012            | 01-12-2012            | tip72           | -            |             |
| Don't go breaking my heart                           | 2013                  | 09-11-2013            | 50              | 1*           |             |

- Bibsys: 10079187
- Bibliothèque nationale de France: cb16144663h (data)
- Gemeinsame Normdatei: 139454128
- International Standard Name Identifier: 0000 0000 8170 4894
- Library of Congress Control Number: no2010074933
- MusicBrainz: 54e93235-2034-478d-b47b-a985828193b7
- Nationale Bibliotheek van Tsjechië: xx0125868
- Système universitaire de documentation: 15860573X
- Virtual International Authority File: 101192053